# Гутянська селищна рада
Гутянська се́лищна ра́да — адміністративно-територіальна одиниця та орган місцевого самоврядування в Богодухівському районі Харківської області. Адміністративний центр — селище міського типу Гути.

## Загальні відомості
- Гутянська селищна рада утворена в 1919 році.
- Територія ради: 62,82 км²
- Населення ради: 3 052 особи (станом на 2001 рік)
- Територією ради протікає річка Мерла.

## Населені пункти
Селищній раді підпорядковані населені пункти:
- смт Гути
- с. Первухинка
- с. Першотравневе

## Склад ради
Рада складається з 20 депутатів та голови.
- Голова ради: Дьомін Василь Іванович
- Секретар ради: Клименко Наталія Миколаївна

### Керівний склад попередніх скликань
| Прізвище, ім'я, по батькові | Основні відомості                                                        | Дата обрання | Дата звільнення |
| --------------------------- | ------------------------------------------------------------------------ | ------------ | --------------- |
| Ящук Григорій Іванович      | Селищний голова, 1945 року народження, член Народної партії              | 26.03.2006   | 31.10.2010      |
| Дьомін Василь Іванович      | Селищний голова, 1950 року народження, освіта вища, член Партії регіонів | 31.10.2010   |                 |

Примітка: таблиця складена за даними сайту Верховної Ради України

### Депутати
За результатами місцевих виборів 2010 року депутатами ради стали:

#### За суб'єктами висування
| Суб'єкт висування | Кількість обраних депутатів | %  |
| ----------------- | --------------------------- | -- |
| Партія регіонів   | 11                          | 55 |
| Народна партія    | 9                           | 45 |

#### За округами
| № округу        | Прізвище, ім'я, по батькові   | Дата визнання обраним | Освіта             | Партійна приналежність | Відомості про обраного депутата                                        |
| --------------- | ----------------------------- | --------------------- | ------------------ | ---------------------- | ---------------------------------------------------------------------- |
| Народна Партія  |                               |                       |                    |                        |                                                                        |
| 2               | Ільченко Марина Валеріївна    | 03.11.2010            | середня            | член Народної партії   | ДП"Гутянське лісове господарство", мед.працівник                       |
| 3               | Альошкін Михайло Михайлович   | 03.11.2010            | вища               | член Народної партії   | ДП"Гутянське лісове господарство", інженер                             |
| 4               | Ножка Микола Петрович         | 03.11.2010            | середня            | член Народної партії   | ЦЕХ№ 1 м. Богодухів, електромонтер                                     |
| 11              | Клименко Наталія Миколаївна   | 03.11.2010            | вища               | член Народної партії   | Гутянська селищна рада, секретар                                       |
| 12              | Дудник Сергій Іванович        | 03.11.2010            | вища               | член Народної партії   | ДП"Гутянське лісове господарство", інженер                             |
| 13              | Плахотник Микола Леонідович   | 03.11.2010            | середня            | член Народної партії   | ДП"Гутянське лісове господарство", майстер цеху                        |
| 14              | Хвостішко Роман Олександрович | 03.11.2010            | вища               | член Народної партії   | ДП"Гутянське лісове господарство", старший майстер                     |
| 15              | Семенов Сергій Васильович     | 03.11.2010            | середня            | член Народної партії   | ДП"Гутянське лісове господарство", водій                               |
| 20              | Кондратенко Віктор Григорович | 03.11.2010            | середня            | член Народної партії   | ДП"Гутянське лісове господарство", завгосп                             |
| Партія регіонів |                               |                       |                    |                        |                                                                        |
| 1               | Степанко Валентина Іванівна   | 03.11.2010            | вища               | член Партії регіонів   | Гутянська амбулаторія сімейної медицини, сімейний лікар                |
| 5               | Угровецька Валентина Павлівна | 16.12.2013            | середня            | член Партії регіонів   | пенсіонерка                                                            |
| 6               | Фещенко Олександр Іванович    | 03.11.2010            | вища               | позапартійний          | ВАТ"Первухінський цукровий завод", заступник головного механіка        |
| 7               | Лобойко Павло Миколайович     | 03.11.2010            | вища               | член Партії регіонів   | ФОФЛ обойко П. М., підприємець                                         |
| 8               | Хвостішко Наталія Миколаївна  | 03.11.2010            | вища               | член Партії регіонів   | Бгодухівська міжрайонна виконавча дирекція ФСС, сПЕЦІАЛІСТ 1 КАТЕГОРІЇ |
| 9               | Любчич Ганна Іванівна         | 03.11.2010            | вища               | позапартійна           | Гутянська загальноосвітня школа I-III ст., вчитель                     |
| 10              | Ящук Сергій Григорович        | 03.11.2010            | вища               | член Партії регіонів   | ВАТ"Первухінський цукровий завод", водій                               |
| 16              | Дворник Володимир Миколайович | 03.11.2010            | середня            | член Партії регіонів   | ВАТ"Первухінський цукровий завод", охоронець                           |
| 17              | Назаренко Світлана Миколаївна | 03.11.2010            | вища               | член Партії регіонів   | ТОВ «Родіна», заступник директора                                      |
| 18              | Грищенко Світлана Іванівна    | 16.12.2013            | середня спеціальна | член Партії регіонів   | тимчасово не працює                                                    |
| 19              | Дахно Ганна Григорівна        | 03.11.2010            | вища               | член Партії регіонів   | ТОВ «Родіна», керуюча відділом                                         |